# Red Rock (Gisborne)
Der Red Rock ist ein Vulkan in der Newer Volcanics Province in Victoria in Australien, sechs Kilometer von Gisborne und etwa 60 Kilometer von Melbourne entfernt.
Der Vulkan liegt ungefähr 490 Meter über Meereshöhe und erhebt sich 45 Meter über seine Umgebung. Sein Krater besteht aus erstarrter Lava und Schlacken. Er ist oben abgeflacht und läuft in das umgebende Lavagebiet aus. Red Rock enthält einen höheren Anteil roter Schlacke als das ihn umgebende Vulkangebiet, was in einem kleinen westlich gelegenen Steinbruch erkennbar ist. Die den Vulkan umgebende Landschaft ist durch weitere Vulkane und Maare gekennzeichnet.
Das Gelände, in dem er sich befindet, wird landwirtschaftlich bewirtschaftet, daher ist zu befürchten, dass seine Form dadurch beeinträchtigt werden könnte.